# Dybrawa (obwód Łowecz)

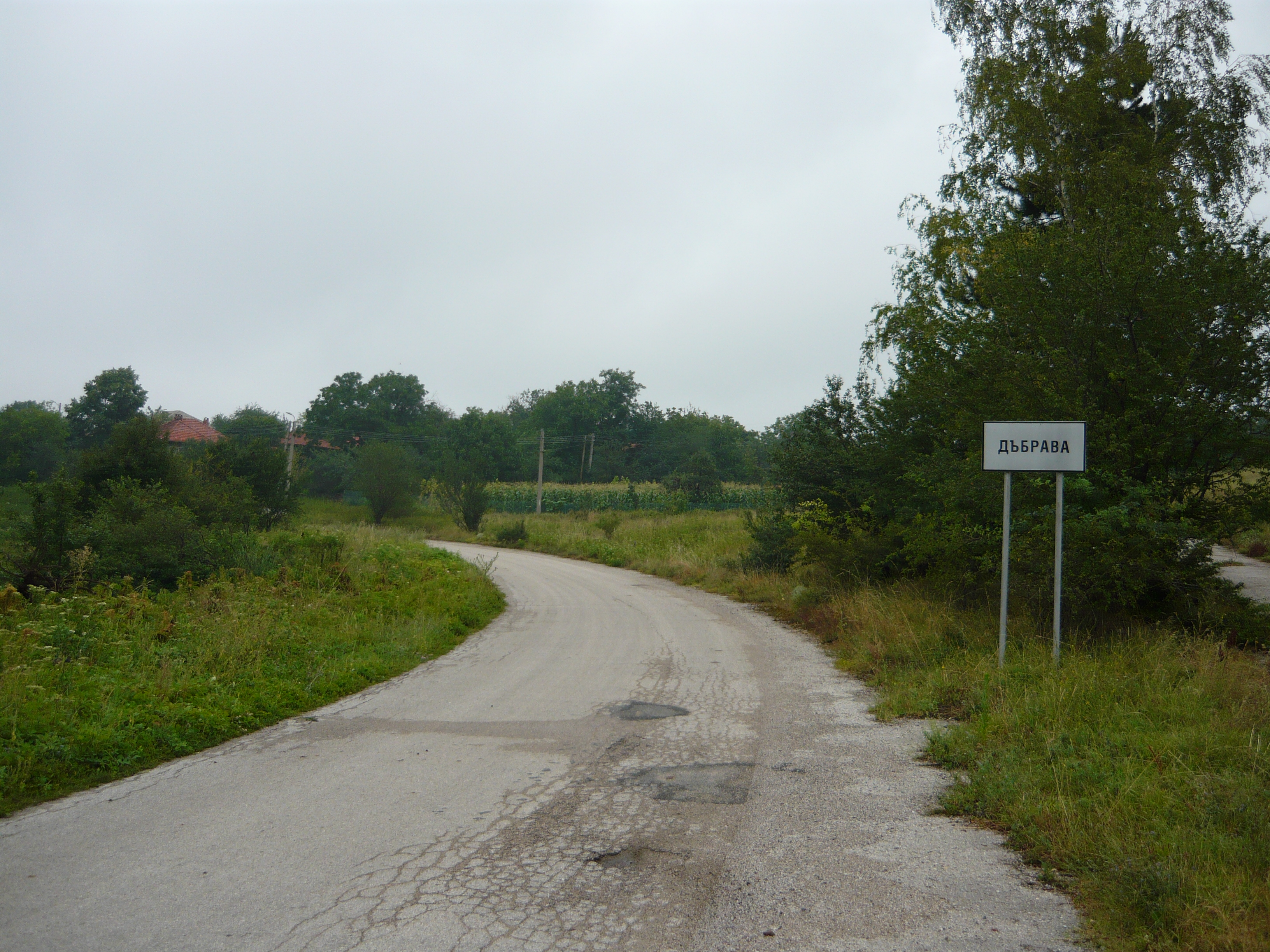
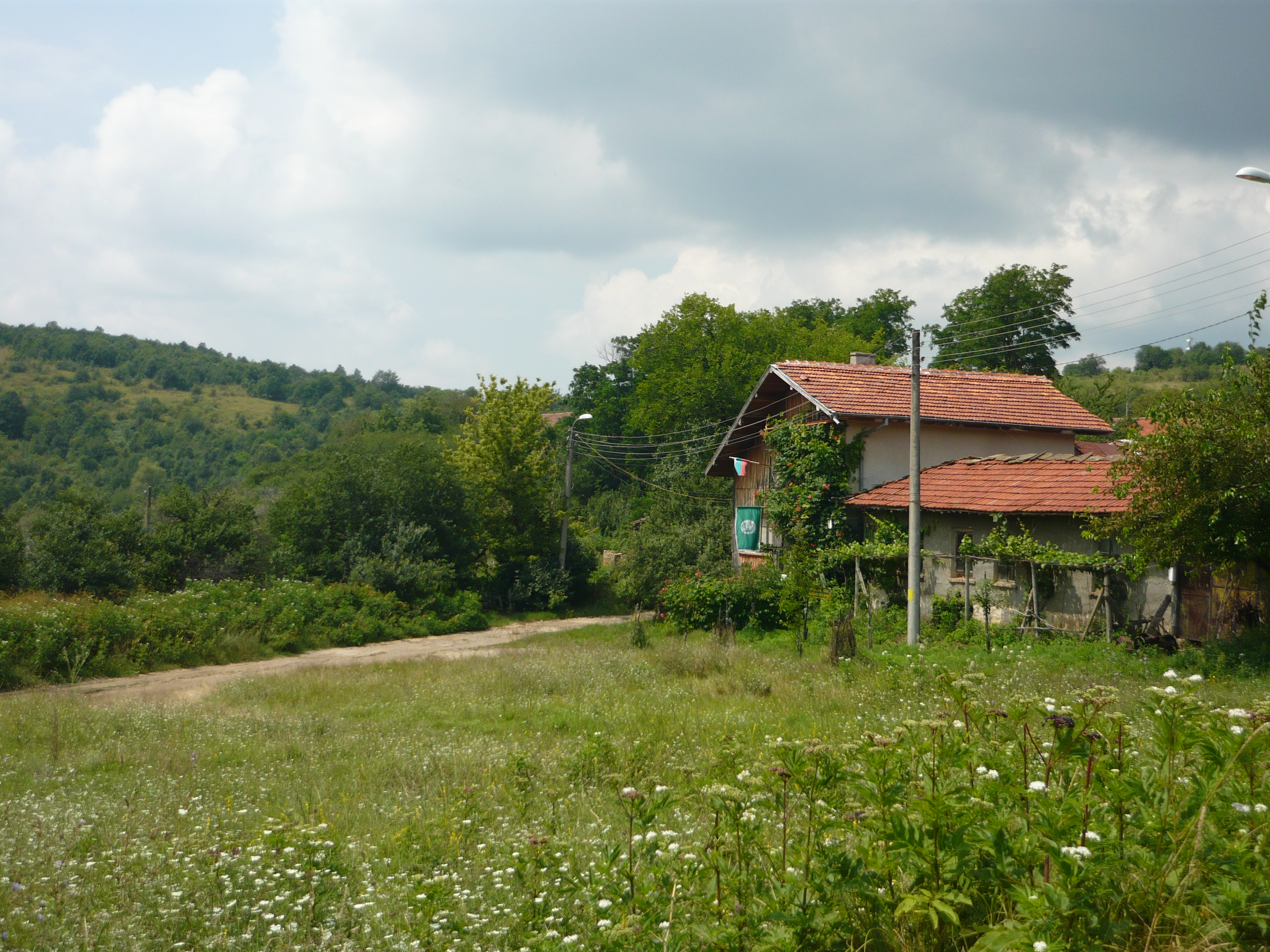
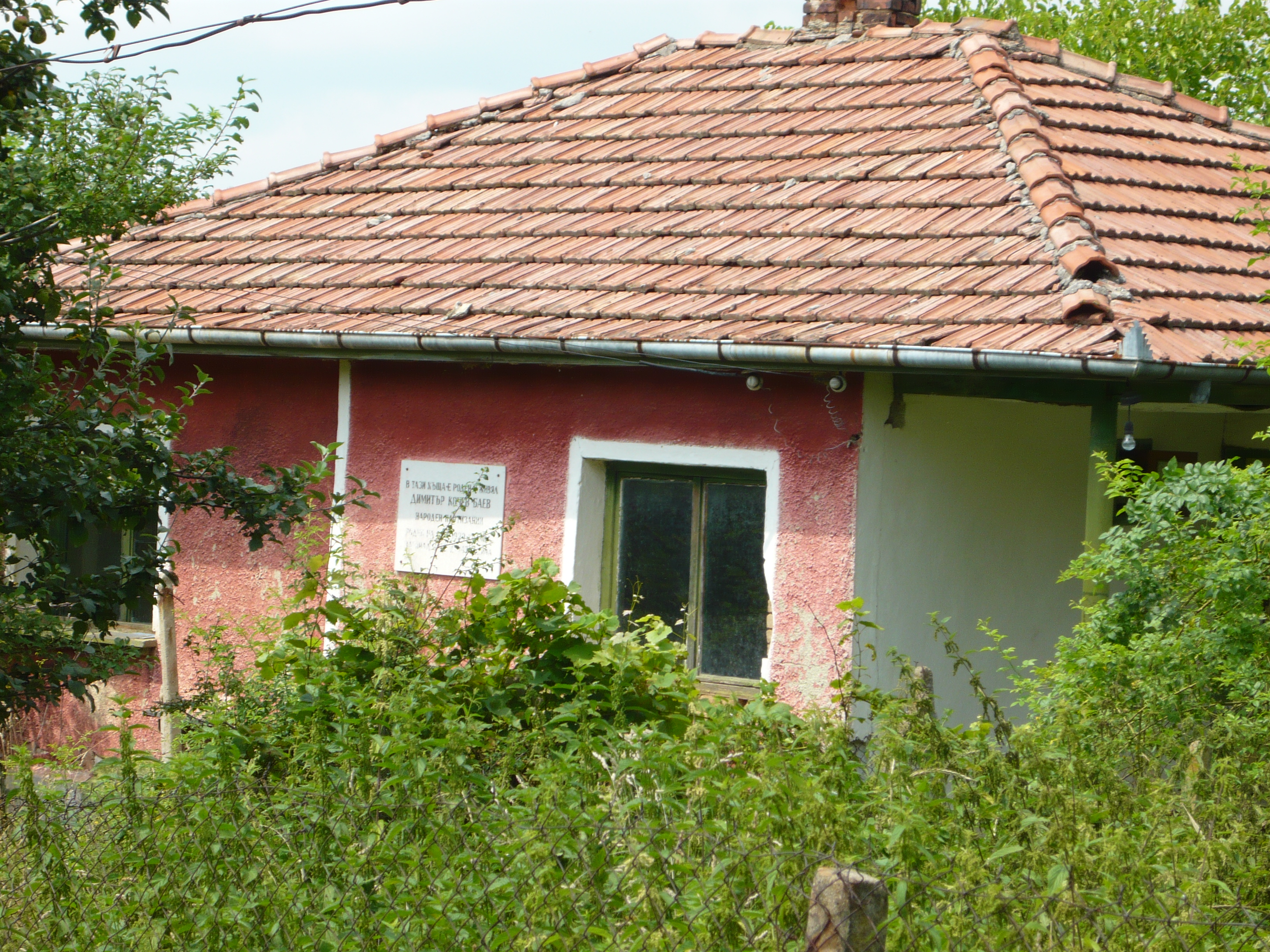
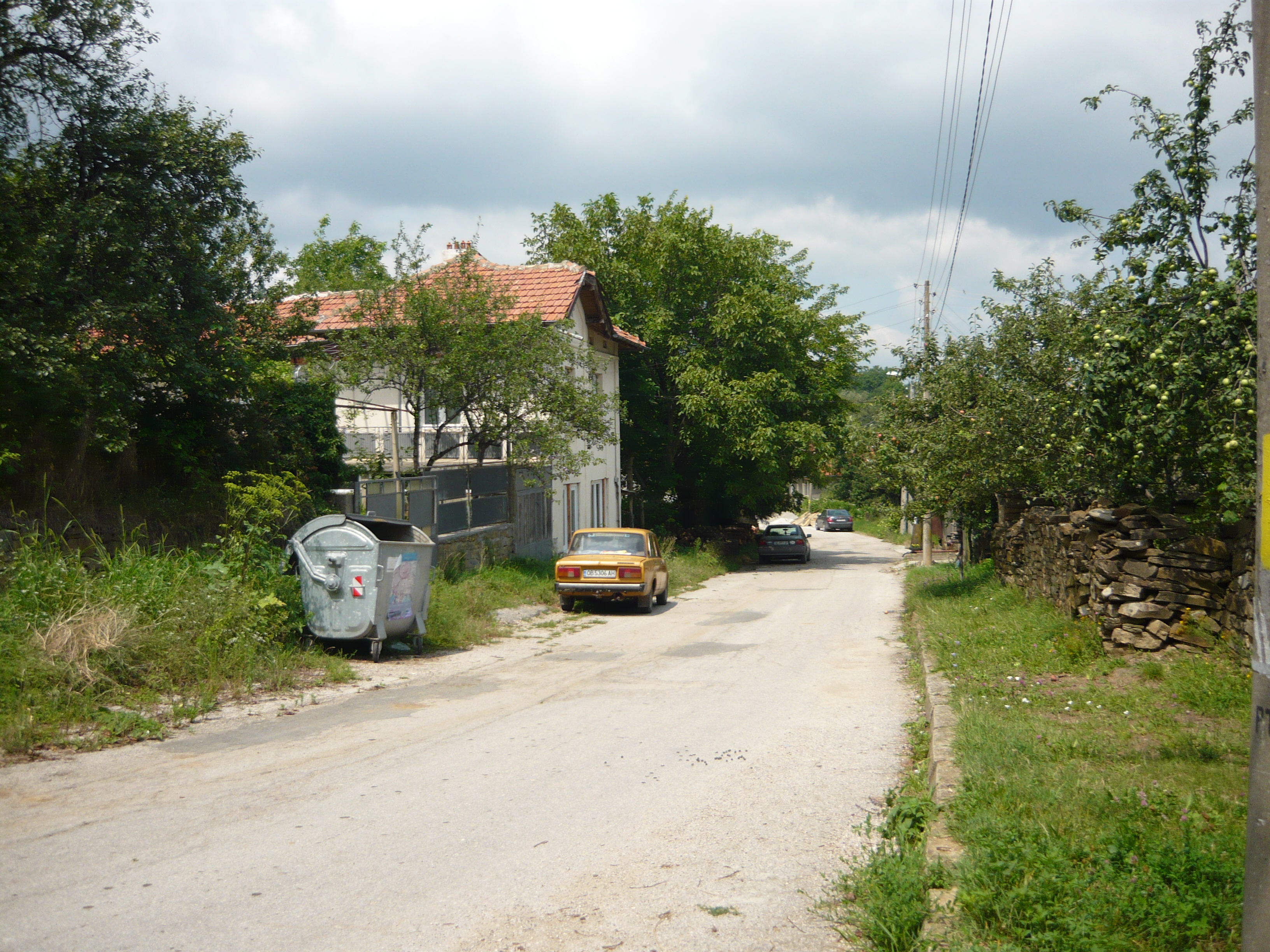

Dybrawa (bułg. Дъбрава) – niewielka wieś w północnej Bułgarii, w obwodzie Łowecz, w gminie Łowecz.
W centrum wsi znajduje się mały pomnik upamiętniający dwóch antyfaszystów wioski. Około 8 km od wsi znajduje się rezerwat Staro Stefanowo.